# Chislet
Chislet est une paroisse rurale tentaculaire situé dans le nord-est du comté du Kent entre la ville de Canterbury et l'île de Thanet. Il est également le nom d'un village situé dans la paroisse.
La paroisse de Chislet comprend les villages :
- Boyden Gate
- Chislet
- Chislet Forstal
- Highstead
- Marshside
- Upstreet.